# Ducado de Almazán de Saint Priest
El ducado de Almazán de Saint Priest es un título nobiliario español con grandeza de España de primera clase, concedido por el rey Fernando VII a Emmanuel Louis Marie Guignard de Saint-Priest el 30 de septiembre de 1830, por decreto, y el 17 de noviembre del mismo año por real despacho.
El título pasó a los descendientes del primer duque y, tras la muerte de la iii duquesa, en 1929, cayó en el olvido, hasta que, el 22 de enero de 1993, fue rehabilitado por el rey Juan Carlos I en favor de Louis Provence Boniface de Castellane, marqués de Castellane-Esparron (disposición aparecida en el Boletín Oficial del Estado del 1 de febrero). Creado inicialmente como «ducado de Almazán», fue rehabilitado, sin embargo, con la actual denominación de «ducado de Almazán de Saint Priest», para diferenciarlo del ducado de Almazán, ya existente desde 1698.

## Duques de Almazán de Saint Priest
|                                            | Titular                                         | Periodo                             |
| Creación por Fernando VII de España        | Creación por Fernando VII de España             | Creación por Fernando VII de España |
| ------------------------------------------ | ----------------------------------------------- | ----------------------------------- |
| i                                          | Emmanuel Louis Marie Guignard de Saint-Priest   | 1830-1881                           |
| ii                                         | François Marie Joseph Guignard de Saint-Priest  | 1882-1895                           |
| iii                                        | Marguerite Louise Guignard de Saint-Priest      | 1895-1929                           |
| Rehabilitación por Juan Carlos I de España |                                                 |                                     |
| iv                                         | Louis Provence Boniface de Castellane           | 1993-1996                           |
| v                                          | Béatrice Marguerite Marie-Thérèse de Castellane | 1998-2024                           |

## Historia de los duques de Almazán de Saint Priest
- Emmanuel Louis Marie Guignard de Saint-Priest (1789-1881), i duque de Almazán, (independiente del ducado de Almazán, creado en 1698), vizconde de Saint Priest y embajador de Francia en España.

Casó con Auguste Charlotte Frédérique Louise de Riquet de Caraman. Le sucedió su hijo:
- François Marie Joseph Guignard de Saint-Priest (1818-1894), ii duque de Almazán.

Casó con Émilie Louise Michel de Saint-Albin. Le sucedió su hija:
- Marguerite Louise Guignard de Saint-Priest (1848-1929), iii duquesa de Almazán.

Casó con Ambroise Marie Ferdinand de La Forest Divonne. Le sucedió, por rehabilitación, su bisnieto:
- Louis Provence Boniface de Castellane (1912-1996), iv duque de Almazán de Saint Priest, marqués de Castellane-Esparron.

Casó con Élisabeth Marie Jeanne de Boisgelin. Le sucedió su hija:
- Béatrice Marguerite Marie-Thérèse de Castellane (1944-2024[5]), v duquesa de Almazán de Saint Priest.[6][7]

Casó con Olivier Marie Joseph Nosten. Tienen una hija, Laurence Sophie Élizabeth Paule Nosten (n.1970)